# Natação nos Jogos Pan-Americanos de 2019 - 400 m medley feminino
As competições dos 400 metros medley feminino da natação nos Jogos Pan-Americanos de 2019 foram realizadas em 9 de agosto no Centro Aquático Nacional, em Lima, no Peru. 

## Calendário
Horário local (UTC-5).
| Data        | Horário | Fase          |
| ----------- | ------- | ------------- |
| 9 de agosto | 11:20   | Eliminatórias |
| 9 de agosto | 20:56   | Final B       |
| 9 de agosto | 20:56   | Final A       |

## Medalhistas
| Ouro   | CAN Tessa Cieplucha    |
| Prata  | ARG Virginia Bardach   |
| Bronze | CAN Mary-Sophie Harvey |

## Recordes
Antes desta competição, os recordes mundiais e pan-americanos da prova eram os seguintes:
| Tipo                             | Atleta               | Tempo   | Local          | Data                |
| -------------------------------- | -------------------- | ------- | -------------- | ------------------- |
|                                  | HUN Katinka Hosszú   | 4m26s36 | Rio de Janeiro | 6 de agosto de 2016 |
| Recorde dos Jogos Pan-Americanos | USA Caitlin Leverenz | 4m35s46 | Toronto        | 16 de julho de 2015 |

## Resultados

### Eliminatórias
A eliminatória foi realizada em 9 de agosto. 
| Pos. | Bateria | Raia | Nadador                     | Nacionalidade      | Tempo   | Notas |
| ---- | ------- | ---- | --------------------------- | ------------------ | ------- | ----- |
| 1    | 1       | 5    | Mary-Sophie Harvey          | CAN Canadá         | 4:42.70 | QA    |
| 2    | 2       | 4    | Tessa Cieplucha             | CAN Canadá         | 4:45.61 | QA    |
| 3    | 1       | 4    | Mariah Denigan              | USA Estados Unidos | 4:48.99 | QA    |
| 4    | 2       | 3    | Virginia Bardach            | ARG Argentina      | 4:50.09 | QA    |
| 5    | 1       | 6    | Fernanda de Goeij           | BRA Brasil         | 4:50.84 | QA    |
| 6    | 2       | 6    | Florencia Perotti           | ARG Argentina      | 4:52.39 | QA    |
| 7    | 1       | 3    | Monika González Hermosillo  | MEX México         | 4:53.42 | QA    |
| 8    | 2       | 5    | Alexandra Skezely           | USA Estados Unidos | 4:57.14 | QA    |
| 9    | 2       | 7    | Marie Conde Merlos          | MEX México         | 4:59.08 | QB    |
| 10   | 2       | 2    | Maria Eduarda Sumida        | BRA Brasil         | 5:00.95 | QB    |
| 11   | 2       | 8    | Ana Pastrana Lizano         | HON Honduras       | 5:16.93 | QB    |
| 12   | 2       | 1    | Daniela Alfaro              | CRC Costa Rica     | 5:17.13 | QB    |
| 13   | 1       | 8    | Krista Jurado Schmoock      | GUA Guatemala      | 5:17.28 | QB    |
| 14   | 1       | 1    | Mayerly Escalante Hernandez | VEN Venezuela      | 5:20.57 | QB    |
| 15   | 1       | 2    | Maria Muñoz Machuca         | PER Peru           | DSQ     |       |
| 16   | 1       | 7    | Andrea Hurtado Pereda       | PER Peru           | DNS     |       |

### Final B
A final B foi realizada em 9 de agosto. 
| Pos. | Raia | Nadador                     | Nacionalidade  | Tempo   | Notas |
| ---- | ---- | --------------------------- | -------------- | ------- | ----- |
| 9    | 4    | Marie Conde Merlos          | MEX México     | 4:57.84 |       |
| 10   | 5    | Maria Eduarda Sumida        | BRA Brasil     | 4:58.01 |       |
| 11   | 6    | Daniela Alfaro              | CRC Costa Rica | 5:05.98 |       |
| 12   | 2    | Krista Jurado Schmoock      | GUA Guatemala  | 5:12.72 |       |
| 13   | 7    | Mayerly Escalante Hernandez | VEN Venezuela  | 5:19.79 |       |
| 14   | 3    | Ana Pastrana Lizano         | HON Honduras   | DSQ     |       |

### Final A
A final A foi realizada em 9 de agosto. 
| Pos.              | Raia | Nadador                    | Nacionalidade      | Tempo   | Notas |
| ----------------- | ---- | -------------------------- | ------------------ | ------- | ----- |
| Medalha de ouro   | 5    | Tessa Cieplucha            | CAN Canadá         | 4:39.90 |       |
| Medalha de prata  | 6    | Virginia Bardach           | ARG Argentina      | 4:41.05 |       |
| Medalha de bronze | 4    | Mary-Sophie Harvey         | CAN Canadá         | 4:43.20 |       |
| 4                 | 8    | Alexandra Skezely          | USA Estados Unidos | 4:45.29 |       |
| 5                 | 3    | Mariah Denigan             | USA Estados Unidos | 4:48.47 |       |
| 6                 | 7    | Florencia Perotti          | ARG Argentina      | 4:49.25 |       |
| 7                 | 2    | Fernanda de Goeij          | BRA Brasil         | 4:50.83 |       |
| 8                 | 1    | Monika González Hermosillo | MEX México         | 4:53.75 |       |

Legenda
| Recorde mundial                  | Recorde mundial (World record)               |                       | Recorde africano                      | Recorde africano (African) |                                           | Q | Classificado por posição (Qualified) |
| Recorde dos Jogos Pan-Americanos | Recorde pan-americano (Pan-American record)  | Recorde da América    | Recorde da América (Americas)         | q                          | Classificado por melhor tempo (Qualified) |   |                                      |
| Melhor marca do ano              | Melhor marca do ano (World leading)          | Recorde asiático      | Recorde asiático (Asian)              | DNS                        | Não largou (Did not start)                |   |                                      |
| Recorde nacional                 | Recorde nacional (National record)           | Recorde europeu       | Recorde europeu (European)            | DNF                        | Não terminou (Did not finish)             |   |                                      |
| Recorde pessoal                  | Recorde pessoal do atleta (Personal best)    | Recorde da Oceania    | Recorde da Oceania (Oceania)          | DSQ / DQ                   | Desclassificado (Disqualified)            |   |                                      |
| Recorde da temporada             | Recorde da temporada do atleta (Season best) | Recorde sul-americano | Recorde sul-americano (South America) | NM                         | Sem marca (No mark)                       |   |                                      |